# Portepée

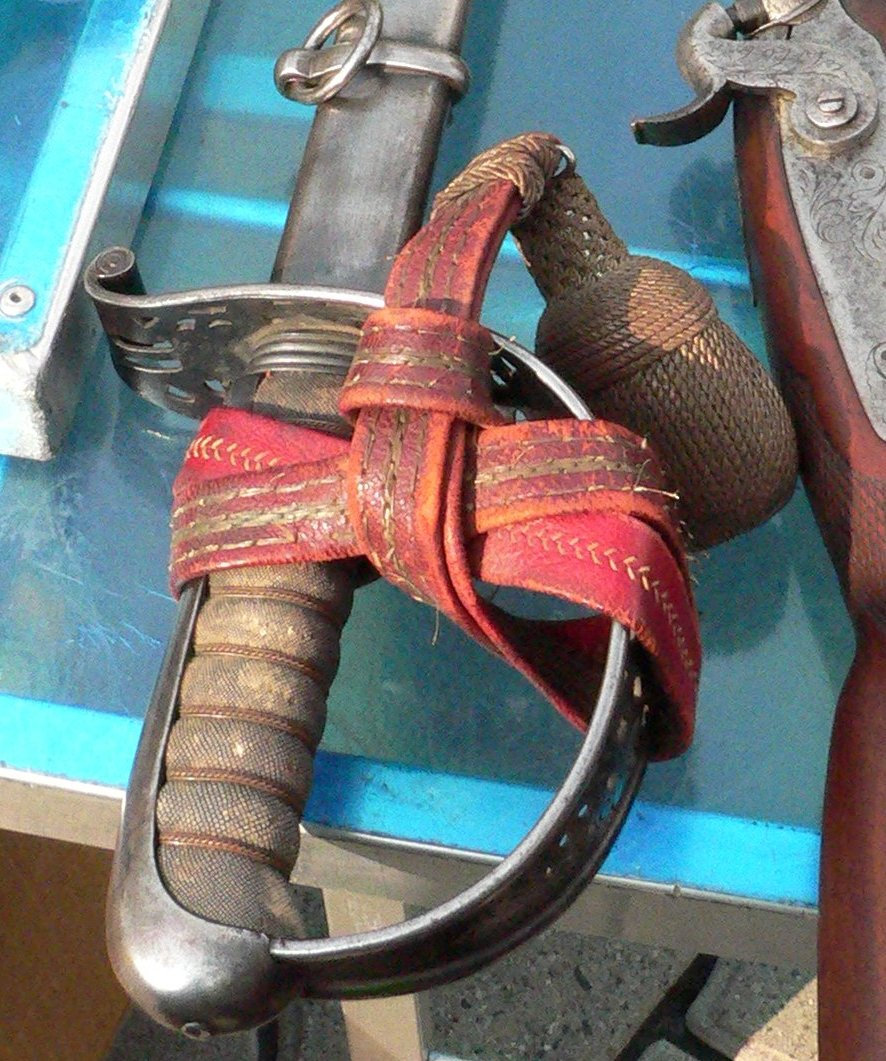
Sabel met portepée

Portepée, ontleend aan het Franse "porte-épée" of "drager van de sabel" is een versiering in de vorm van een band die om het gevest van de sabel is geknoopt en de pols van de drager kan beschermen bij gebruik. De portepée voorkomt dat het wapen de militair uit de hand valt, daarnaast is de meestal in een kwast eindigende portepée decoratief. De uitvoering en het kleurenschema van een portepée zeggen vaak iets over de rang en de eenheid van de drager.
De portepée wordt het meest door officieren en hogere onderofficieren gedragen.
Het Duits kent begrippen als "Portepeeunteroffiziere", onderofficieren die een portepée aan hun sabel mochten dragen en "Portepeefähnriche". In de Duitse Bundesmarine wordt de bootsman nog als "PO" of "PUO" aangeduid.